# Lujiang
För andra betydelser, se Lujiang (olika betydelser).
Lujiang, tidigare romaniserat Lukiang, ett härad i staden Hefei i provinsen Anhui i östra Kina.
Lujiang tillhörde tidigare Chaohus stad på prefekturnivå, men när Chaohu förlorade sin status som prefektur 2011 överfördes Lujiang till Hefei.

## Administrativ indelning
Lujiang är indelat i 17 köpingar och fyra administrativa enheter på sockennivå..
Köpingar (zhen):

- Baihu (白湖镇)
- Baishan (白山镇)
- Fanshan (矾山镇)
- Guohe (郭河镇)
- Jinniu (金牛镇)
- Ketan (柯坦镇)
- Leqiao (乐桥镇)
- Longqiao (龙桥镇)
- Lucheng (庐城镇)
- Luohe (罗河镇)
- Nihe (泥河镇)
- Shengqiao (盛桥镇)
- Shitou (石头镇)
- Tangchi (汤池镇)
- Tongda (同大镇)
- Wanshan (万山镇)
- Yefushan (冶父山镇)

Områden på sockennivå:
- Anhui Lujiang Jingji Kaifaqu ekonomisk utvecklingszon (安徽庐江经济开发区)
- Anhui Sheng Baihu Famen Chang Youxian Gongsi fabrik (ventiler) (安徽省白湖阀门厂有限公司)
- Anhui Sheng Baihu Jianyu Guanli Fenju kriminalvård (安徽省白湖监狱管理分局)
- Anhui Sheng Zuifan Jishu Peixun Zhongxin kriminalvård (安徽省罪犯技术培训中心)